# Au-delà du réel (comics)
Pour les articles homonymes, voir Au-delà du réel.
Au-delà du réel (titre original : Outer Limits) est une série de comics, inspirée de la série télévisée du même nom, créée pour Dell Comics par Jack Sparling (dessins) et vraisemblablement par Paul S. Newman (scénario)

## Le contexte
Alfred Hitchcock Présente est une série qui instilla, dès 1955, le goût du morbide et de l’humour noir à la télévision américaine. CBS chercha à poursuivre ce succès en en étoffant la recette. Le résultat fut également exceptionnel puisqu’il s’agissait de La Quatrième Dimension. Du mystère et du suspense, on venait de glisser vers le fantastique. ABC se devait de réagir, d’autant que la série d’Alfred Hitchcock était entre-temps passée sur NBC, et que le troisième grand réseau se retrouvait sans série où l’insolite était le maître mot.
Ce besoin allait se traduire par Au-Delà du Réel dont le pré carré allait être la science-fiction. L’idée semblait logique et bonne mais de ces trois séries phares, Au-Delà du Réel est celle qui, dans sa première mouture au moins, dura le moins longtemps. La chose s’explique aisément : en choisissant la science-fiction et donc par voie de conséquence les extra-terrestres, la production s’obligeait implicitement à disposer d’un minimum de moyens pour rendre ses histoires un tant soit peu crédibles. Ce ne fut pas vraiment le cas et c’est sans doute pourquoi cette série paraît aujourd’hui terriblement datée. Mais à l’époque le concept était encore novateur et Dell s’empressa d'en lancer une version comics.

## Le comic book
Au moment où elle entreprend la conception de Outer Limits, Dell Comics est toujours à la recherche de la série à succès, série qu’elle ne trouvera d’ailleurs jamais. La séparation d’avec Western Publishing l’a mortellement blessée mais elle ne le sait pas encore et multiplie, souvent de manière désordonnée, le lancement de nouvelles séries.
Outer Limits sera l’une d’entre elles. L’accent est mis sur la construction d’histoires longues, c'est-à-dire de 32 planches, quasiment un roman fleuve à l’époque. Les parutions seront trimestrielles, ce qui est toujours un peu long pour une clientèle d’enfants et/ou de teen-agers. À l’époque, la norme est bimestrielle mais les séries à succès comme Batman ou les Fantastic Four sont mensuelles et ce choix du trimestre par Dell est l’une des raisons, mais pas la seule, de son échec final qui aboutira à la suppression pure et simple de sa branche comics en 1973.
Les huit premiers numéros vont se succéder sans anicroche, assez dans l’esprit de la série (the monster of the week) mais un premier hiatus apparaît au début 1966 puisque les numéros de janvier et avril ne sortent pas. Problèmes techniques ? Méventes ? Déception de Dell sur des espoirs placés trop haut ? Toujours est-il que la série reprend en juillet mais avec une légère inflexion.
S’il s’agit toujours d’extra-terrestres, ceux-ci comptent maintenant conquérir la Terre en partant des profondeurs marines ce qui nous rapproche un peu de séries comme celle Undersea Agent par exemple. Le numéro suivant lorgne d’ailleurs encore sur les productions de Tower Comics puisque cette fois la menace vient des profondeurs de la Terre et des peuples qui y vivent et qui ont inspiré la mythologie antique.
La césure finale vient avec le #12 d’avril 1967. À la longue histoire, Dell préconise maintenant de plus courts épisodes de 10 à 12 planches, modifie le rythme de parution, parfois un mois, parfois deux, mais sans plus de bonheur. À la fin novembre l’échec est consommé. Les deux derniers numéros ne seront que des reprises des deux premiers.
Ne nous restent plus désormais que ces 26 histoires et 510 planches.

## Publications
Tous les dessins sont de Jack Sparling. Les scénaristes restent dans la plupart des cas inconnus. 

### The Outer Limits
#1er janvier 1964

1.	Battleground of Monsters – 32 planches
#2 avril 1964

2.	The Boy Who Saved The World – 32 planches (Scénario : Paul S. Newman)
#3 juillet 1964

3.	They Landed First – 32 planches
#4 octobre 1964

4.	The Menace That Came From Outer Space – 32 planches
#5 janvier 1965

5.	The Dread Discovery – 32 planches
#6 avril 1965

6.	The Mystery Moon – 32 planches
#7 juillet 1965
7.	The Space Change – 32 planches
#8 octobre 1965
8.	The Message From Space – 32 planches
#9 juillet 1966
9.	Death From The Depths – 31 planches
#10 octobre 1966
10.	Journey into the Earth – 32 planches
#11 janvier 1967

11.	The Prehistoric Peril: The Aliens Arise – 31 planches
#12 avril 1967
12.	Whatever Happened to Charley Baines? – 11 planches
13.	The Incredible Champion – 11 planches
14.	The Vine – 10 planches
Les scénarios de ce numéro sont dus à Joe Gill. 

#13 mai 1967

15.	The Thing in the Well – 12 planches
16.	Multi Man – 12 planches
17.	The Final Curtain – 8 planches
#14 juillet 1967

18.	Mother and Child – 12 planches
19.	Martian Stimulators, Inc. – 9 planches
20.	The Voice from Out There – 11 planches
#15 septembre 1967

21.	A Nice Quiet Vacation – 10 planches
22.	Tune in Channel 1 Tonight – 12 planches
23.	The Poor Dumb Creature – 10 planches
#16 novembre 1967

24.	The Strangers In Our Midst – 11 planches 

25.	Mr. Mynde – 11 planches 

26.	In Deep Space – 10 planches
#17 octobre 1968

Reprise du #1

#18 octobre 1969

Reprise du #2